# Desastre ferroviário de Custóias
O Desastre Ferroviário de Custóias, igualmente conhecido como Desastre de Custóias, foi um acidente ferroviário ocorrido na noite de 26 para 27 de Julho de 1964, na Linha do Porto à Póvoa e Famalicão, em Portugal, que resultou em 90 mortos e 105 feridos.

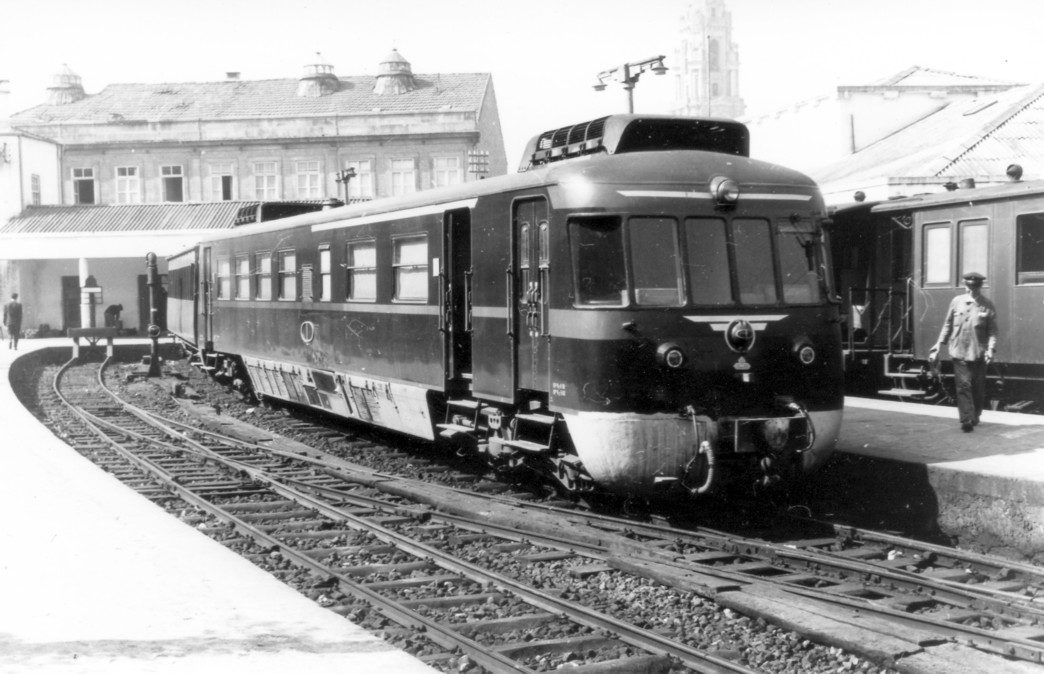
Uma automotora da mesma série envolvida no acidente, na Estação de Porto-Trindade em 1965.

## Antecedentes
Na altura em que se deu o acidente, um fenómeno comum aos fins de semana durante o Verão era a deslocação dos habitantes da cidade do Porto até aos destinos balneares de Espinho, Vila do Conde e Póvoa de Varzim, enchendo os comboios e outros modos de transporte. Na noite de 26 para 27 de Julho de 1964, verificou-se um movimento superior ao previsto, especialmente nas praias a Norte da cidade do Porto, levando ao sobrelotamento dos comboios. Às 21 e 30, saiu da Póvoa de Varzim um comboio com destino ao Porto, composto pela automotora 9309 e por um reboque. Normalmente, deveria ter seguido atrás de um outro comboio que deveria ter saído da Póvoa de Varzim às 21 e 10, mas acabou por partir primeiro, aumentando ainda mais o número de passageiros. Desta forma, o comboio já saiu sobrelotado da Póvoa de Varzim, e ainda recebeu mais alguns passageiros em Pedras Rubras. Segundo o revisor a bordo do comboio, que seguia no reboque e que sofreu uma fractura na coluna, estavam a viajar cerca de 200 pessoas no reboque, que no entanto só tinha capacidade, em condições normais, para 80 pessoas. Só existiam lugares sentados para 68 passageiros, pelo que os restantes estavam a viajar de pé.

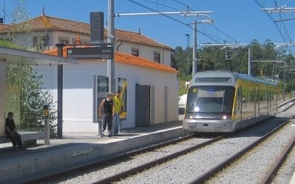
Antigo apeadeiro de Crestins, em 2008.

## Acidente
Pouco depois de ter feito uma paragem em Crestins, na zona de Custóias, a cerca de nove quilómetros de distância do Porto, o comboio estava a passar pela Ponte das Carvalhas quando o reboque descarrilou e embateu contra um dos pilares da ponte, tendo ficado quase totalmente destruído. A colisão também provocou um incêndio a bordo do reboque. Segundo o testemunho de um passageiro que viajava na automotora, «de súbito, todos os seus ocupantes se inclinaram, bruscamente para o lado direito. Houve, depois, um estalido. Alguma coisa que se estilhaçara. A carruagem fronteira, então, ganhou mais velocidade. Que sucedia? A carruagem estacou brutalmente, e ouvimos gritos vindos do escuro, na nossa retaguarda. A segunda carruagem havia desaparecido!».
Segundo o testemunho de uma moradora cuja casa estava mesmo ao lado da ponte onde se deu o acidente, «a casa estremeceu. Cada vez ouvia mais gritos. [...] Corri para a rua, veio uma vizinha. Vimos uma carruagem parada na linha, mesmo na curva, e uns metros à frente do pontão, uma carruagem feita num montão.».

## Socorro às vítimas e remoção dos destroços
Um ciclista que estava a circular na zona avisou os bombeiros de Moreira da Maia, que por sua vez comunicaram a todas as corporações entre Vila do Conde e Vila Nova de Gaia, incluindo a de Leixões. Além dos bombeiros, também acorreram ao local vários populares, e três piquetes da Polícia de Segurança Pública. Por volta da uma da madrugada, uma brigada de cinquenta homens das três secções da Companhia dos Caminhos de Ferro Portugueses iniciaram o processo de desobstrução da via férrea e carrilamento do reboque, tendo utilizado ferramentas de autogénio para cortar as chapas metálicas do chassis. Este foi carrilado por volta das 10 h e 40 m, e começou a ser rebocado às 14 h 40 m para a estação da Boavista, embora tenha descarrilado novamente após ter passado pela Senhora da Hora. Entretanto, prosseguiram as obras de reparação da via férrea, que ficou com limitação de velocidade na zona do acidente durante os trabalhos.
Às 10 h e 30 m do dia 27 foi retirada a última vítima mortal do acidente. As vítimas foram levadas para o Hospital Geral de Santo António, no Porto, cuja morgue não teve espaço suficiente para o elevado número de mortos, pelo que alguns dos cadáveres foram colocados nos jardins do Instituto de Medicina Legal.
No local do acidente também estiveram várias autoridades concelhias e distritais, e engenheiros da Direcção Geral dos Transportes Terrestres.

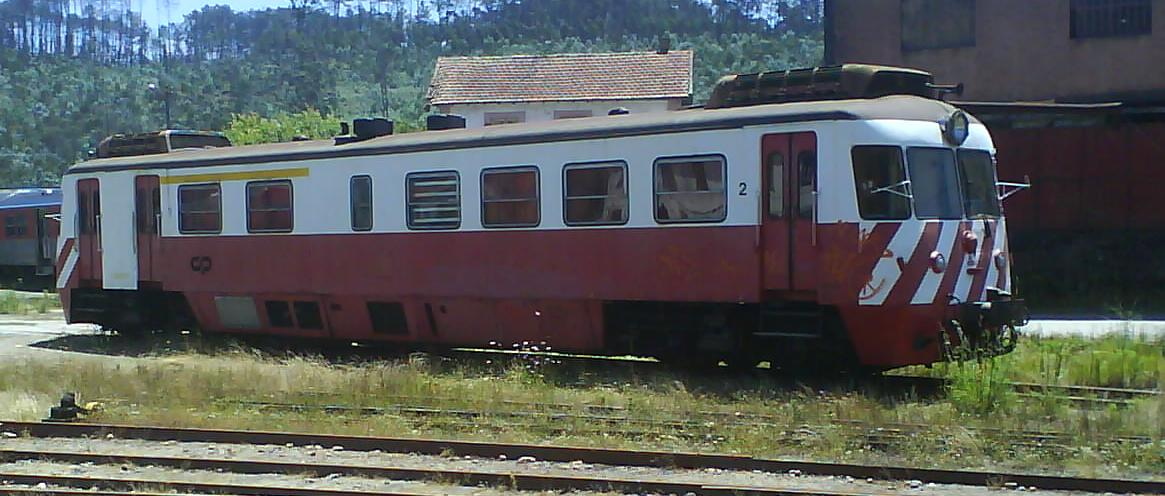
Uma automotora da mesma série envolvida no acidente, parqueada em Sernada do Vouga em 2007.

## Efeitos do acidente e investigação
Devido ao grande número de vítimas, este desastre causou grande consternação em todo o país, especialmente na cidade do Porto, onde muitos voluntários acorreram aos hospitais para doar sangue. Foi o pior acidente ferroviário em Portugal até então, tendo falecido 90 pessoas, (consta-se que as vítimas mortais foram muito superiores ás anunciadas) e ficado feridas outras 105, das quais 74 foram hospitalizadas.
O governo anunciou no mesmo dia a abertura de um inquérito, de forma a apurar as causas do acidente e apurar responsabilidades. A comissão de inquérito foi formada por funcionários superiores da Companhia dos Caminhos de Ferro Portugueses e da Direcção-Geral dos Transportes Terrestres. O revisor atribuiu as causas do acidente à sobrelotação do comboio, embora tivesse admitido que o comboio estava nessa altura a circular «a uma velocidade acima da normal». Um passageiro a bordo do reboque, e que perdeu um braço no acidente, também reparou que «a automotora vinha muito depressa», e calculou que no reboque vinham «entre cem e duzentas» pessoas.
Logo após a ocorrência, foi organizada uma comissão de três engenheiros da Companhia dos Caminhos de Ferro Portugueses, auxiliados por três técnicos da Direcção-Geral de Transportes Terrestres, para realizar um inquérito e apurar as responsabilidades. O relatório produzido pela comissão foi entregue à Direcção-Geral e apresentado ao Ministério das Comunicações, tendo sido, por sua vez, revisto por uma outra comissão da Direcção-Geral.
Apurou-se que o reboque circulava com excesso de peso, uma vez que na altura do acidente estavam a viajar cerca de 300 pessoas, o que, aliado a um possível excesso de velocidade, provocou a quebra dos engates entre o reboque e a automotora e o consequente descarrilamento do reboque. O maquinista negou que a sua velocidade era superior a 50 quilómetros, embora alguns passageiros e o revisor tenham afirmado que o comboio circulava em excesso de velocidade. O comboio encontrava-se possivelmente a circular a uma velocidade de cerca de 80 km/h.